# Academia Internacional de Artes y Ciencias de la Televisión
La Academia Internacional de Artes y Ciencias de la Televisión (IATAS) es una organización sin fines de lucro, con sede en la ciudad de Nueva York, con miembros procedentes de casi 70 países y más de 400 empresas en todos los sectores de la industria de la televisión. Fundada en 1969, la Academia Internacional reconoce la excelencia en la producción televisiva producida fuera de los Estados Unidos y presenta los Premios Emmy Internacionales en diecisiete categorías.
Además de los premios Emmy Internacionales, el calendario anual de la Academia incluye los prestigiosos Premios Emmy Internacionales de Actualidad y Noticias y los Premios Emmy Kids Internacionales y una serie de eventos como el Día internacional de la Academia, el Festival Internacional de Televisión Emmy y paneles sobre temas sustantivos de la industria.
La IATAS fue cofundado por Ralph Baruch (1923-2016, presidente y director ejecutivo de Viacom) y Ted Cott (1917-1973, gerente general de NBC), y originalmente se conocía como el Consejo Internacional de la Academia Nacional de las Artes y la Televisión (NATAS).

## Categorías de premios
Actualmente, los Premios Internacionales Emmy se dan en las categorías de:

### Categorías de Programacíon y Actuación
Presentado en los Premios Emmy Internacional, en noviembre, la ciudad de Nueva York
- Mejor Actuación de un Actor
- Mejor Actuación de una Actriz
- Mejor Programación de las Artes
- Mejor Series de Comedia
- Mejor Documental
- Mejor Documental Deportivo
- Mejor Series de Drama
- Mejor Serie de Formato Corto
- Mejor Entretenimiento sin guion
- Mejor Telenovela
- Mejor Película de TV / Miniserie
- Mejor Programa Americano en Lengua no Inglesa

### Categorías de Actualidad y Noticias
Presentado en los Premios Emmy de Noticia y Documental en octubre, la ciudad de Nueva York
- Actualidad
- Noticias

### Categorías Infantiles
Presentado en los Premios Emmy Kids Internacional, en febrero, la ciudad de Nueva York
- Premios Emmy Kids: Animación
- Premios Emmy Kids: Factual & Entretenimiento
- Premios Emmy Kids: Serie / Película de Acción Real

### Otras categorías
Además de la presentación de los Emmy Internacionales por programación y actuaciones, la Academia Internacional entrega dos premios especiales: el Premio de los Fundadores (International Emmy Founders Award) y el Premio de la Dirección (International Emmy Directorate Award).
La Fundación de la Academia también presenta el premio anual Sir Peter Ustinov Television Scriptwriting Award para jóvenes escritores de televisión.